# Algarve-Cup 2005
Der Algarve-Cup 2005 war die zwölfte Austragung des jährlich stattfindenden Turniers für Frauenfußball-Nationalmannschaften und fand zwischen dem 9. und 15. März 2005 an der portugiesischen Algarve statt. Der Titelverteidiger aus den USA gewann das Turnier vor Deutschland und Frankreich.

## Teilnehmende Mannschaften
An dem Einladungsturnier nahmen 2005 zwölf Mannschaften teil. Erstteilnehmer sind kursiv gekennzeichnet.
| - Dänemark - Deutschland - England - Finnland - Frankreich - Mexiko | - Nordirland - Norwegen - Portugal (Gastgeber) - Schweden - USA (Titelverteidiger) - China |

## Turnierverlauf
Die zwölf teilnehmenden Mannschaften wurden in drei Gruppen aufgeteilt und trafen in einem Rundenturnier aufeinander. Dabei wurden die acht stärksten Mannschaften den Gruppen A und B zugeteilt, die vier schwächsten Mannschaften traten in Gruppe C gegeneinander an. In der anschließenden Finalrunde spielten die Gruppensieger der Gruppen A und B im Finale um den Turniersieg, die Zweiten und Dritten dieser Gruppen um die Plätze drei und fünf. Der beste Vierte der Gruppen A und B trat gegen den Sieger der Gruppe C im Spiel um Platz sieben an, die schlechteste Mannschaft der Gruppen A und B gegen den Zweitplatzierten der Gruppe C im Spiel um Platz neun, während die dritt- und viertplatzierten Mannschaften der Gruppe C in einem Spiel um den elften Platz aufeinander trafen.

### Gruppenphase
Gruppe A
| Pl. | Land        | Sp. | S | U | N | Tore    | Diff. | Punkte |
| --- | ----------- | --- | - | - | - | ------- | ----- | ------ |
| 1.  | Deutschland | 3   | 3 | 0 | 0 | 008:100 | +7    | 09     |
| 2.  | Schweden    | 3   | 1 | 1 | 1 | 004:300 | +1    | 04     |
| 3.  | Norwegen    | 3   | 1 | 1 | 1 | 003:600 | −3    | 04     |
| 4.  | China       | 3   | 0 | 0 | 3 | 001:600 | −5    | 0      |

|                         |   |             |     |
| 9. März 2005 in Lagos   |   |             |     |
| Norwegen                | – | China       | 2:1 |
| Schweden                | – | Deutschland | 1:2 |
| 11. März 2005 in Silves |   |             |     |
| China                   | – | Schweden    | 0:2 |
| Deutschland             | – | Norwegen    | 4:0 |
| 13. März 2005 in Alvor  |   |             |     |
| China                   | – | Deutschland | 0:2 |
| 13. März 2005 in Loulé  |   |             |     |
| Schweden                | – | Norwegen    | 1:1 |

Gruppe B
| Pl. | Land       | Sp. | S | U | N | Tore    | Diff. | Punkte |
| --- | ---------- | --- | - | - | - | ------- | ----- | ------ |
| 1.  | USA        | 3   | 3 | 0 | 0 | 008:000 | +8    | 09     |
| 2.  | Frankreich | 3   | 2 | 0 | 1 | 004:300 | +1    | 06     |
| 3.  | Dänemark   | 3   | 1 | 0 | 2 | 005:700 | −2    | 03     |
| 4.  | Finnland   | 3   | 0 | 0 | 3 | 002:900 | −7    | 0      |

|                                             |   |            |     |
| 9. März 2005 in Ferreiras                   |   |            |     |
| Dänemark                                    | – | Finnland   | 4:1 |
| Frankreich                                  | – | USA        | 0:1 |
| 11. März 2005 in Guia                       |   |            |     |
| USA                                         | – | Finnland   | 3:0 |
| Dänemark                                    | – | Frankreich | 1:2 |
| 13. März 2005 in Vila Real de Santo António |   |            |     |
| USA                                         | – | Dänemark   | 4:0 |
| 13. März 2005 in Loulé                      |   |            |     |
| Finnland                                    | – | Frankreich | 1:2 |

Gruppe C
| Pl. | Land       | Sp. | S | U | N | Tore    | Diff. | Punkte |
| --- | ---------- | --- | - | - | - | ------- | ----- | ------ |
| 1.  | England    | 3   | 3 | 0 | 0 | 013:000 | +13   | 09     |
| 2.  | Mexiko     | 3   | 2 | 0 | 1 | 004:600 | −2    | 06     |
| 3.  | Nordirland | 3   | 1 | 0 | 2 | 002:700 | −5    | 03     |
| 4.  | Portugal   | 3   | 0 | 0 | 3 | 002:800 | −6    | 0      |

|                                     |   |            |     |
| 9. März 2005 in Paderne (Albufeira) |   |            |     |
| England                             | – | Nordirland | 4:0 |
| Portugal                            | – | Mexiko     | 1:2 |
| 11. März 2005 in Faro               |   |            |     |
| England                             | – | Portugal   | 4:0 |
| Mexiko                              | – | Nordirland | 2:0 |
| 13. März 2005 in Lagos              |   |            |     |
| England                             | – | Mexiko     | 5:0 |
| Nordirland                          | – | Portugal   | 2:1 |

### Finalrunde
Spiel um Platz 11
|                             |   |            |     |
| 15. März 2005 in Montechoro |   |            |     |
| Portugal                    | – | Nordirland | 3:1 |

Spiel um Platz 9
|               |   |        |                |
| 15. März 2005 |   |        |                |
| Finnland      | – | Mexiko | 1:1, 4:5 i. E. |

Spiel um Platz 7
|               |   |         |                |
| 15. März 2005 |   |         |                |
| China         | – | England | 0:0, 5:3 i. E. |

Spiel um Platz 5
|               |   |          |     |
| 15. März 2005 |   |          |     |
| Norwegen      | – | Dänemark | 2:1 |

Spiel um Platz 3
|               |   |            |     |
| 15. März 2005 |   |            |     |
| Schweden      | – | Frankreich | 2:3 |

### Finale
| Deutschland                                            | Deutschland | USA | USA |
| ------------------------------------------------------ | --- | --- | --- |
| Deutschland                                            | \| 15. März 2005 in Faro/Loulé (Estádio Algarve) \| \| Ergebnis: 0:1 (0:1) \| \| Zuschauer: 1.000 \| \| Schiedsrichterin: Floarea Cristina Ionescu ( Rumänien) \| \| Spielbericht \| | \| 15. März 2005 in Faro/Loulé (Estádio Algarve) \| \| Ergebnis: 0:1 (0:1) \| \| Zuschauer: 1.000 \| \| Schiedsrichterin: Floarea Cristina Ionescu ( Rumänien) \| \| Spielbericht \|                                              | USA |
| Deutschland                                            | Silke Rottenberg • Kerstin Stegemann, Steffi Jones, Sarah Günther (70. Sonja Fuss), Ariane Hingst • Renate Lingor (86. Célia Okoyino da Mbabi), Kerstin Garefrekes, Britta Carlson (32. Viola Odebrecht), Conny Pohlers (83. Pia Wunderlich) • Anja Mittag (66. Sandra Smisek), Birgit Prinz Cheftrainerin: Tina Theune-Meyer | Hope Solo • Heather Mitts, Cat Reddick, Kate Markgraf, Lori Chalupny • Lindsay Tarpley, Shannon Boxx, Aly Wagner (75. Angela Hucles), Kristine Lilly • Christie Welsh (83. Heather O’Reilly), Abby Wambach Cheftrainer: Greg Ryan | USA |
| Deutschland                                            | 0:1 Christie Welsh (23.) | | USA |
| Deutschland                                            | Hope Solo | | USA |
| 15. März 2005 in Faro/Loulé (Estádio Algarve)          | | |     |
| Ergebnis: 0:1 (0:1)                                    | | |     |
| Zuschauer: 1.000                                       | | |     |
| Schiedsrichterin: Floarea Cristina Ionescu ( Rumänien) | | |     |
| Spielbericht                                           | | |     |

## Torschützinnen
| Rang | Spielerin      | Tore |
| ---- | -------------- | ---- |
| 1    | Christie Welsh | 0 5  |
| 2    | Sara Johansson | 0 4  |
| 3    | Birgit Prinz   | 0 3  |
| 3    | Rachel Yankey  | 0 3  |

| Rang | Spielerin               | Tore |
| ---- | ----------------------- | ---- |
| 5    | Anne Dot Eggers Nielsen | 0 2  |
| 5    | Sandra Smisek           | 0 2  |
| 5    | Vicky Exley             | 0 2  |
| 5    | Fara Williams           | 0 2  |

| Rang | Spielerin        | Tore |
| ---- | ---------------- | ---- |
| 5    | Marinette Pichon | 0 2  |
| 5    | Trine Rønning    | 0 2  |
| 5    | Kristine Lilly   | 0 2  |
| 5    | Abby Wambach     | 0 2  |

0>> 41 Spielerinnen erzielten jeweils ein Tor. <<